# سگ‌واش آبزی
سگ‌واش آبزی (نام علمی: Paspalum distichum) نام یک گونه از سرده ارزن باتلاقی است.
به این گیاه چمن پایابی دو ردیفی، تکه‌بر، سه‌چکه‌واشو ارزن باتلاقی دو طرفی هم گفته‌اند. واش در فارسی و گیلکی به معنای علف است.